# アカデミー長編アニメ映画賞
アカデミー長編アニメ賞（アカデミーちょうへんアニメしょう、Academy Award for Best Animated Feature）は、アカデミー賞の部門の一つ。その年アメリカで上映されたも最も優れた長編アニメーション映画に与えられる。2001年から始まった。
日本の作品では、『千と千尋の神隠し』（宮崎駿監督）と『君たちはどう生きるか』（宮崎駿監督）の2作品が受賞している。

## ノミネート条件
長編アニメ賞については、通常のアカデミー賞のノミネート条件に加え、
- 上映時間が最低40分間以上であること（第82回以前は70分以上[1]）
- 主要キャラクターがアニメーションで描かれていること
- 上映時間の75%以上をアニメーションが占めること

の3条件を満たすことが要件とされている。
そのため、『LEGO ムービー』のように高い評価を受けながら実写パートが多かったため、ノミネートに至らなかった作品も存在する。
2013年度（第86回）からのルール変更で、選考作品はノミネートされる受賞対象者を最大2名指定して、その内の1人は必ずプロデューサーとし、残るもう1人は従来通り、監督もしくは主要クリエイターが候補となる。共同監督などで、候補になる監督やクリエイターが2名いる場合は、プロデューサーが3人目の受賞対象となる。

## ノミネート作品の選出
2017年4月に発表されたルール改正で長編アニメも作品賞と同様、ノミネート作品を決める段階から全てのアカデミー会員が投票で選べるようになった。
それまでノミネート作品は、短編映画＆長編アニメ部門に属するアカデミー会員が中心になって選び、全てのアカデミー会員が投票に参加するのは受賞作のみだった。。

## 受賞とノミネート一覧

### 2000年代
| 年                                     | 作品名 | 製作会社                                        | 受賞者・ノミネート者 |
| -------------------------------------- | --- | ----------------------------------------------- | -------------------- |
| 2001年 (第74回)                        | |                                                 |                      |
| シュレック                             | ドリームワークス・アニメーション、パシフィック・データ・イメージズ                                                                         | アーロン・ワーナー                              |                      |
| ジミー・ニュートロン 僕は天才発明家!   | ニコロデオン・ムービーズ、Oエンターテインメント、DNAプロダクションズ                                                                       | スティーヴ・オーデカーク、ジョン・A・デイヴィス |                      |
| モンスターズ・インク                   | ウォルト・ディズニー・ピクチャーズ、ピクサー・アニメーション・スタジオ                                                                     | ピート・ドクター、ジョン・ラセター              |                      |
| 2002年 (第75回)                        | |                                                 |                      |
| 千と千尋の神隠し                       | スタジオジブリ | 宮崎駿                                          |                      |
| アイス・エイジ                         | ブルースカイ・スタジオ、20世紀フォックス・アニメーション                                                                                   | クリス・ウェッジ                                |                      |
| リロ・アンド・スティッチ               | ウォルト・ディズニー・ピクチャーズ、ウォルト・ディズニー・フィーチャー・アニメーション                                                     | クリス・サンダース                              |                      |
| スピリット                             | ドリームワークス・アニメーション | ジェフリー・カッツェンバーグ                    |                      |
| トレジャー・プラネット                 | ウォルト・ディズニー・ピクチャーズ、ウォルト・ディズニー・フィーチャー・アニメーション                                                     | ロン・クレメンツ                                |                      |
| 2003年 (第76回)                        | |                                                 |                      |
| ファインディング・ニモ                 | ウォルト・ディズニー・ピクチャーズ、ピクサー・アニメーション・スタジオ                                                                     | アンドリュー・スタントン                        |                      |
| ブラザー・ベア                         | ウォルト・ディズニー・ピクチャーズ、ウォルト・ディズニー・フィーチャー・アニメーション                                                     | アーロン・ブライズ、ロバート・ウォーカー        |                      |
| ベルヴィル・ランデブー                 | レ・ザルマトゥール、チャンピオン、ヴィヴィ・フィルム、フランス3・シネマ、RGPフランス、BBCブリストル、BBCワールドワイド                     | シルヴァン・ショメ                              |                      |
| 2004年 (第77回)                        | |                                                 |                      |
| Mr.インクレディブル                    | ウォルト・ディズニー・ピクチャーズ、ピクサー・アニメーション・スタジオ                                                                     | ブラッド・バード                                |                      |
| シャーク・テイル                       | ドリームワークス・アニメーション | ビル・ダマスキ                                  |                      |
| シュレック2                            | ドリームワークス・アニメーション、パシフィック・データ・イメージズ                                                                         | アンドリュー・アダムソン                        |                      |
| 2005年 (第78回)                        | |                                                 |                      |
| ウォレスとグルミット 野菜畑で大ピンチ! | アードマン・アニメーションズ、ドリームワークス・アニメーション                                                                             | ニック・パーク、スティーヴ・ボックス            |                      |
| ティム・バートンのコープスブライド     | ティム・バートン・プロダクションズ、ライカ、パタレックスII・プロダクションズ                                                               | マイク・ジョンソン、ティム・バートン            |                      |
| ハウルの動く城                         | スタジオジブリ | 宮崎駿                                          |                      |
| 2006年 (第79回)                        | |                                                 |                      |
| ハッピー フィート                      | ヴィレッジ・ロードショー・ピクチャーズ、アニマル・ロジック、ケネディ・ミラー・プロダクションズ、キングダム・フィーチャー・プロダクションズ | ジョージ・ミラー                                |                      |
| カーズ                                 | ウォルト・ディズニー・ピクチャーズ、ピクサー・アニメーション・スタジオ                                                                     | ジョン・ラセター                                |                      |
| モンスター・ハウス                     | コロンビア ピクチャーズ、レラティビティ・メディア、イメージムーバーズ、アンブリン・エンターテインメント                                    | ギル・キーナン                                  |                      |
| 2007年 (第80回)                        | |                                                 |                      |
| レミーのおいしいレストラン             | ウォルト・ディズニー・ピクチャーズ、ピクサー・アニメーション・スタジオ                                                                     | ブラッド・バード                                |                      |
| ペルセポリス                           | セルロイド・ドリームズ、フランス国立映画映像センター、フランス3・シネマ、ザ・ケネディ/マーシャル・カンパニー、イル＝ド＝フランス地域圏     | マルジャン・サトラピ、ヴァンサン・パロノー      |                      |
| サーフズ・アップ                       | ソニー・ピクチャーズ・アニメーション、ソニー・ピクチャーズ・イメージワークス                                                               | アッシュ・ブラノン、クリス・バック              |                      |
| 2008年 (第81回)                        | |                                                 |                      |
| ウォーリー                             | ウォルト・ディズニー・ピクチャーズ、ピクサー・アニメーション・スタジオ                                                                     | アンドリュー・スタントン                        |                      |
| ボルト                                 | ウォルト・ディズニー・ピクチャーズ、ウォルト・ディズニー・アニメーション・スタジオ                                                         | クリス・ウィリアムズ、バイロン・ハワード        |                      |
| カンフー・パンダ                       | ドリームワークス・アニメーション | ジョン・スティーブンソン、マーク・オズボーン    |                      |
| 2009年 (第82回)                        | |                                                 |                      |
| カールじいさんの空飛ぶ家               | ウォルト・ディズニー・ピクチャーズ、ピクサー・アニメーション・スタジオ                                                                     | ピート・ドクター                                |                      |
| コララインとボタンの魔女 3D            | ライカ、パンデモニウム・フィルムズ | ヘンリー・セリック                              |                      |
| ファンタスティック Mr.FOX              | インディアン・ペイントブラシ、リージェンシー・エンタープライズ、アメリカン・エピリカル・ピクチャーズ                                       | ウェス・アンダーソン                            |                      |
| プリンセスと魔法のキス                 | ウォルト・ディズニー・ピクチャーズ、ウォルト・ディズニー・アニメーション・スタジオ                                                         | ジョン・マスカー、ロン・クレメンツ              |                      |
| ブレンダンとケルズの秘密               | レ・ザルマトゥール、ヴィヴィ・フィルム、カートゥーン・サルーン、フランス3・シネマ                                                          | トム・ムーア                                    |                      |

### 2010年代
| 年                                                 | 作品名 | 製作会社                                                                                             | 受賞者・ノミネート者 |
| -------------------------------------------------- | --- | --- | -------------------- |
| 2010年 (第83回)                                    | | |                      |
| トイ・ストーリー3                                  | ウォルト・ディズニー・ピクチャーズ、ピクサー・アニメーション・スタジオ | リー・アンクリッチ                                                                                   |                      |
| ヒックとドラゴン                                   | ドリームワークス・アニメーション | クリス・サンダース、ディーン・デュボア                                                               |                      |
| イリュージョニスト                                 | パテ、ジャンゴ・フィルムズ、アライド・フィルムメイカーズ | シルヴァン・ショメ                                                                                   |                      |
| 2011年 (第84回)                                    | | |                      |
| ランゴ                                             | ニコロデオン・ムービーズ、ブラインド・ウィンク・プロダクションズ、GKフィルムズ | ゴア・ヴァービンスキー                                                                               |                      |
| パリ猫ディノの夜                                   | デジット・アニマ、フォルマージュ、フランス3・シネマ、エマージュ・アニメーション・スタジオ                                                                                           | アラン・ガニョル、ジャン＝ルー・フェリシオリ                                                         |                      |
| チコとリタ                                         | フェルナンド・トルエバ・プロダクションズ・シネマトグラフィカズ、エスタジオ・マリスカル、マジック・ライト・ピクチャーズ                                                              | フェルナンド・トルエバ、ハビエル・マリスカル                                                         |                      |
| カンフー・パンダ2                                  | ドリームワークス・アニメーション | ジェニファー・ユー・ネルソン                                                                         |                      |
| 長ぐつをはいたネコ                                 | ドリームワークス・アニメーション | クリス・ミラー                                                                                       |                      |
| 2012年 (第85回)                                    | | |                      |
| メリダとおそろしの森                               | ウォルト・ディズニー・ピクチャーズ、ピクサー・アニメーション・スタジオ | マーク・アンドリュース、ブレンダ・チャップマン                                                       |                      |
| フランケンウィニー                                 | ウォルト・ディズニー・ピクチャーズ、ティム・バートン・プロダクションズ | ティム・バートン                                                                                     |                      |
| パラノーマン ブライス・ホローの謎                  | ライカ | サム・フェル、クリス・バトラー                                                                       |                      |
| ザ・パイレーツ! バンド・オブ・ミスフィッツ         | アードマン・アニメーションズ、ソニー・ピクチャーズ・アニメーション | ピーター・ロード                                                                                     |                      |
| シュガー・ラッシュ                                 | ウォルト・ディズニー・ピクチャーズ、ウォルト・ディズニー・アニメーション・スタジオ                                                                                                  | リッチ・ムーア                                                                                       |                      |
| 2013年 (第86回)                                    | | |                      |
| アナと雪の女王                                     | ウォルト・ディズニー・ピクチャーズ、ウォルト・ディズニー・アニメーション・スタジオ                                                                                                  | クリス・バック、ジェニファー・リー、ピーター・デル・ヴェッチョ                                       |                      |
| クルードさんちのはじめての冒険                     | ドリームワークス・アニメーション | クリス・サンダース、カーク・デミッコ、クリスティン・ベルソン                                         |                      |
| 怪盗グルーのミニオン危機一発                       | イルミネーション・エンターテインメント | クリス・ルノー、ピエール・コフィン、クリス・メレダンドリ                                             |                      |
| くまのアーネストおじさんとセレスティーヌ           | ラ・パルティ・プロダクションズ、レ・ザルマトゥール、メルシーヌ・プロダクションズ | バンジャマン・レネール、ディディエ・ブリュネール                                                     |                      |
| 風立ちぬ                                           | スタジオジブリ | 宮崎駿、鈴木敏夫                                                                                     |                      |
| 2014年 (第87回)                                    | | |                      |
| ベイマックス                                       | ウォルト・ディズニー・ピクチャーズ、ウォルト・ディズニー・アニメーション・スタジオ                                                                                                  | ドン・ホール、クリス・ウィリアムズ、ロイ・コンリ                                                     |                      |
| ボックストロール                                   | ライカ | アンソニー・スタッチ、グラハム・アナベル、トラヴィス・ナイト                                         |                      |
| ヒックとドラゴン2                                  | ドリームワークス・アニメーション | ディーン・デュボア、ボニー・アーノルド                                                               |                      |
| ソング・オブ・ザ・シー 海のうた                    | カートゥーン・サルーン、メルシーヌ・プロダクションズ、ビッグ・ファーム、スーパー・プロダクションズ、ノエルム・スタジオ                                                              | トム・ムーア、ポール・ヤング                                                                         |                      |
| かぐや姫の物語                                     | スタジオジブリ | 高畑勲、西村義明                                                                                     |                      |
| 2015年 (第88回)                                    | | |                      |
| インサイド・ヘッド                                 | ウォルト・ディズニー・ピクチャーズ、ピクサー・アニメーション・スタジオ | ピート・ドクター、ジョナス・リヴェラ                                                                 |                      |
| アノマリサ                                         | パラマウント・アニメーション、スターバーンズ・インダストリーズ | チャーリー・カウフマン、デューク・ジョンソン、ローザ・トラン                                         |                      |
| 父を探して                                         | フィルム・デ・パペル | アレ・アブレウ                                                                                       |                      |
| 映画 ひつじのショーン 〜バック・トゥ・ザ・ホーム〜 | アードマン・アニメーションズ | マーク・バトン、リチャード・スターザック                                                             |                      |
| 思い出のマーニー                                   | スタジオジブリ | 米林宏昌、西村義明                                                                                   |                      |
| 2016年 (第89回)                                    | | |                      |
| ズートピア                                         | ウォルト・ディズニー・ピクチャーズ、ウォルト・ディズニー・アニメーション・スタジオ                                                                                                  | バイロン・ハワード、リッチ・ムーア、クラーク・スペンサー                                             |                      |
| KUBO/クボ 二本の弦の秘密                           | ライカ | トラヴィス・ナイト、アリアン・サットナー                                                             |                      |
| モアナと伝説の海                                   | ウォルト・ディズニー・ピクチャーズ、ウォルト・ディズニー・アニメーション・スタジオ                                                                                                  | ジョン・マスカー、ロン・クレメンツ、オスナット・シューラー                                           |                      |
| ぼくの名前はズッキーニ                             | リタ・プロダクションズ、ブルー・スピリット・プロダクションズ、ゲベカ・フィルムズ、KNM                                                                                               | クロード・バラス、マックス・カーリ                                                                   |                      |
| レッドタートル ある島の物語                        | スタジオジブリ、ワイルドバンチ、プリマ・リネア・プロダクションズ、ホワイ・ノット・プロダクションズ、アルテ・フランス・シネマ、CN4プロダクションズ、ベルヴィジョン                   | マイケル・デュドク・ドゥ・ヴィット、鈴木敏夫                                                         |                      |
| 2017年 (第90回)                                    | | |                      |
| リメンバー・ミー                                   | ウォルト・ディズニー・ピクチャーズ、ピクサー・アニメーション・スタジオ | リー・アンクリッチ、ダーラ・K・アンダーソン                                                          |                      |
| ボス・ベイビー                                     | ドリームワークス・アニメーション | トム・マクグラス、ラムジー・アン・ナイトー                                                           |                      |
| 生きのびるために                                   | カートゥーン・サルーン、エアークラフト・ピクチャーズ、グルー・スタジオ、ジョリー・パス、メルシーヌ・プロダクションズ                                                                | ノラ・トゥーミー、アンソニー・レオ                                                                   |                      |
| フェルディナンド                                   | ブルースカイ・スタジオ、20世紀フォックス・アニメーション、デイヴィス・エンターテイメント                                                                                            | カルロス・サルダーニャ、ロリ・フォルテ                                                               |                      |
| ゴッホ 最期の手紙                                  | ブレイクスルー・プロダクションズ、トレードマーク・フィルムズ | ドロタ・コビエラ、ヒュー・ウェルチマン、イヴァン・マクタガード                                       |                      |
| 2018年 (第91回)                                    | | |                      |
| スパイダーマン:スパイダーバース                    | コロンビア ピクチャーズ、ソニー・ピクチャーズ・アニメーション、マーベル・エンターテインメント、アラッド・プロダクションズ、ロード・ミラー・プロダクションズ、パスカル・ピクチャーズ | ボブ・ペルシケッティ、ピーター・ラムジー、ロドニー・ロスマン、フィル・ロード、クリストファー・ミラー |                      |
| インクレディブル・ファミリー                       | ウォルト・ディズニー・ピクチャーズ、ピクサー・アニメーション・スタジオ | ブラッド・バード、ジョン・ウォーカー、ニコル・パラディス・グリンドル                                 |                      |
| 犬ヶ島                                             | スタジオ・バーベルスベルクインディアン・ペイントブラシ、アメリカン・エピリカル・ピクチャーズ                                                                                        | ウェス・アンダーソン、スコット・ルーディン、スティーヴン・M・レイルズ、ジェレミー・ドーソン          |                      |
| 未来のミライ                                       | スタジオ地図 | 細田守、齋藤優一郎                                                                                   |                      |
| シュガー・ラッシュ:オンライン                      | ウォルト・ディズニー・ピクチャーズ、ウォルト・ディズニー・アニメーション・スタジオ                                                                                                  | リッチ・ムーア、フィル・ジョンストン、クラーク・スペンサー                                           |                      |
| 2019年 (第92回)                                    | | |                      |
| トイ・ストーリー4                                  | ウォルト・ディズニー・ピクチャーズ、ピクサー・アニメーション・スタジオ | ジョシュ・クーリー、マーク・ニールセン、ジョナス・リヴェラ                                           |                      |
| ヒックとドラゴン 聖地への冒険                      | ドリームワークス・アニメーション | ディーン・デュボア、ブラッド・ルイス、ボニー・アーノルド                                             |                      |
| 失くした体                                         | シーラム・アニメーション | ジェレミー・クラパン、マルク・デュ・ポンタヴィス                                                     |                      |
| クロース                                           | ネットフリックス・アニメーション、セルジオ・パブロス・アニメーション・スタジオ、アトレスメディア・シネ                                                                              | セルジオ・パブロス、ジンコ・ゴトー、マリサ・ロマン                                                   |                      |
| ミッシング・リンク 英国紳士と秘密の相棒            | ライカ | クリス・バトラー、アリアン・サットナー、トラヴィス・ナイト                                           |                      |

### 2020年代
| 年                                            | 作品名 | 製作会社 | 受賞者・ノミネート者                                                                     |
| --------------------------------------------- | --- | --- | ---------------------------------------------------------------------------------------- |
| 2020年 (第93回)                               | | |                                                                                          |
| ソウルフル・ワールド                          | ウォルト・ディズニー・ピクチャーズ、ピクサー・アニメーション・スタジオ | ピート・ドクター、ダナ・カーレイ                                                                                         |                                                                                          |
| 2分の1の魔法                                  | ウォルト・ディズニー・ピクチャーズ、ピクサー・アニメーション・スタジオ | ダン・スカンロン、コリ・レイ                                                                                             |                                                                                          |
| フェイフェイと月の冒険                        | ネットフリックス・アニメーション、パール・スタジオ、電通インターナショナル、ソニー・ピクチャーズ・イメージワークス、グレン・キーン・プロダクションズ | グレン・キーン、ジェニー・リム、ペイリン・チョウ                                                                         |                                                                                          |
| 映画 ひつじのショーン UFOフィーバー!          | アードマン・アニメーションズ、クリエイティブ・ヨーロッパ・メディア、アントン・キャピタル・エンターテインメント | リチャード・フェラン、ウィル・ベッチャー、ポール・キューリー                                                             |                                                                                          |
| ウルフウォーカー                              | カートゥーン・サルーン、メルシーヌ | トム・ムーア、ロス・スチュワート、ポール・ヤング、ステファン・ローランツ                                                 |                                                                                          |
| 2021年 (第94回)                               | | |                                                                                          |
| ミラベルと魔法だらけの家                      | ウォルト・ディズニー・ピクチャーズ、ウォルト・ディズニー・アニメーション・スタジオ | ジャレド・ブッシュ、バイロン・ハワード、イヴェット・メリノ、クラーク・スペンサー                                         |                                                                                          |
| FLEE フリー                                   | ヴァイス・スタジオ、リズ・アーメッド・フィルムズ、RYOTフィルムズ、ファイナル・カット・フォー・リール、サン・クリエイチャー・スタジオ、アルテ、デンマーク映画協会、スウェーデン映画協会、SVT、ノルウェー映画協会、クリエイティブ・ヨーロッパ、ムービースター・プラス、フランス国立映画映像センター、フリット・オルド財団 | ジョナス・ポエール・ラスムーセン、モニカ・ヘルストレーム、シーネ・ビュレ・ソーレンセン、シャルロット・ドゥ・ラ・グルネリ |                                                                                          |
| あの夏のルカ                                  | ウォルト・ディズニー・ピクチャーズ、ピクサー・アニメーション・スタジオ | エンリコ・カサローサ、アンドレア・ワーレン                                                                               |                                                                                          |
| ミッチェル家とマシンの反乱                    | コロンビア ピクチャーズ、ソニー・ピクチャーズ・アニメーション、ロード・ミラー・プロダクションズ、ワン・クール・フィルムズ | マイク・リアンダ、フィル・ロード、クリストファー・ミラー、カート・アルブレヒト                                           |                                                                                          |
| ラーヤと龍の王国                              | ウォルト・ディズニー・ピクチャーズ、ウォルト・ディズニー・アニメーション・スタジオ | ドン・ホール、カルロス・ロペス・エストラーダ、オスナット・シューラー、ピーター・デル・ヴェッチョ                         |                                                                                          |
| 2022年 (第95回)                               | | |                                                                                          |
| ギレルモ・デル・トロのピノッキオ              | ネットフリックス・アニメーション、ダブル・デア・ユー!、シャドウマシーン、ジム・ヘンソン・カンパニー、タレール・デル・チューチョ | ギレルモ・デル・トロ、マーク・グスタフソン、ゲイリー・アンガー、アレクサンダー・バルクリー                               |                                                                                          |
| マルセル 靴をはいた小さな貝                   | シネリーチ、ユー・ウォント・アイ・ショッドLLC.、ヒューマン・ウーマンInc.、サンビームTV&フィルムズ、チヨド・ブラザーズ・プロダクションズ | ディーン・フライシャー・キャンプ、エリザベス・ホルム、アンドリュー・ゴールドマン、キャロライン・カプラン、ポール・メゼイ |                                                                                          |
| 長ぐつをはいたネコと9つの命                   | ドリームワークス・アニメーション | ジョエル・クローフォード、マーク・スウィフト                                                                             |                                                                                          |
| ジェイコブと海の怪物                          | ネットフリックス・アニメーション | クリス・ウィリアムズ、ジェド・シュランガー                                                                               |                                                                                          |
| 私ときどきレッサーパンダ                      | ウォルト・ディズニー・ピクチャーズ、ピクサー・アニメーション・スタジオ | ドミー・シー、リンジー・コリンズ                                                                                         |                                                                                          |
| 2023年 (第96回)                               | | |                                                                                          |
| 君たちはどう生きるか                          | スタジオジブリ | 宮崎駿、鈴木敏夫 |                                                                                          |
| マイ・エレメント                              | ウォルト・ディズニー・ピクチャーズ、ピクサー・アニメーション・スタジオ | ピーター・ソーン、デニス・リーム                                                                                         |                                                                                          |
| ニモーナ                                      | アンナプルナ・ピクチャーズ | ニック・ブルーノ、トロイ・クイーン、カレン・ライアン、ジュリー・ザッカリー                                               |                                                                                          |
| ロボット・ドリームズ                          | アルカディア・モーション・ピクチャーズ、ヌードルズ・プロダクション、レ・フィルム・デュ・ウォルソ、RTVE、ムービースター・プラス | パブロ・ベルヘル、イボン・コルメンツァーナ、イグナシ・エスタペ、サンドラ・タピア・ディアス                               |                                                                                          |
| スパイダーマン:アクロス・ザ・スパイダーバース | コロンビア ピクチャーズ、マーベル・エンターテインメント、ソニー・ピクチャーズ・アニメーション、パスカル・ピクチャーズ、ロード・ミラー・プロダクションズ、アラッド・プロダクションズ | ケンプ・パワーズ、ジャスティン・K・トンプソン、フィル・ロード、クリストファー・ミラー、エイミー・パスカル                |                                                                                          |
| 2024 年 (97回)                                | Flow | Dream Well Studio、Sacrebleu Productions、Take Five                                                                      | ギンツ・ジルバロディス, マティース・カージャ, ロン・ディエンス, & グレゴリー・ザルクマン |
| 2024 年 (97回)                                | インサイド・ヘッド2 | ウォルト・ディズニー・ピクチャーズ、ピクサー・アニメーション・スタジオ                                                   | ケルシー・マン & マーク・ニールセン                                                      |
| 2024 年 (97回)                                | かたつむりのメモワール | SCREEN AUSTRALIA 他7社が制作                                                                                             | アダム・エリオット & リズ・カーニー                                                      |
| 2024 年 (97回)                                | ウォレスとグルミット 仕返しなんてコワくない | アードマン・アニメーションズ                                                                                             | ニック・パーク, マーロン・クロッシンガム & リチャード・ビーク                            |
| 2024 年 (97回)                                | 野生の島のロズ | ドリームワークス・アニメーション                                                                                         | クリス・サンダース & ジェフ・ハーマン                                                    |

## 日本からの出品とその結果
2018年に『未来のミライ』がノミネートされるまでは、本選まで進んだ日本作品はいずれもスタジオジブリの作品のみであった。作品がノミネートするためには米国での劇場公開が前提とされるが、ノミネートを急ぐあまり米国内で十分な興行を得ることのないまま出品されるケースも多く（2006年『パプリカ』、2008年『スカイ・クロラ』など）、その手法は一部で疑問視されている。
以下に日本からの出品作品（共同制作、合作含む）を記す。なお、2017年(第90回)までは他部門同様ショートリストが作成されていたが、2018年以降は応募要件を満たした作品全てをリストにして発表し、そこから一気にノミネーションまで絞る方法がとられている。
2017年までは特記ない限りショートリスト入り（ノミネート落ち）、2018年以降は応募受理リスト入り（ノミネート落ち）。

### ショートリスト（2000年代）
| 年              | 作品名                                                       | 制作会社                               | 監督               |
| --------------- | ------------------------------------------------------------ | -------------------------------------- | ------------------ |
| 2001年 (第74回) | ファイナルファンタジー                                       | スクウェア・ピクチャーズ               | 坂口博信           |
| 2002年 (第75回) | 千と千尋の神隠し 受賞                                        | スタジオジブリ                         | 宮崎駿             |
| 2003年 (第76回) | 東京ゴッドファーザーズ                                       | マッドハウス                           | 今敏               |
| 2003年 (第76回) | 劇場版ポケットモンスター 水の都の護神 ラティアスとラティオス | OLM                                    | 湯山邦彦           |
| 2003年 (第76回) | 千年女優                                                     | マッドハウス                           | 今敏               |
| 2004年 (第77回) | イノセンス                                                   | Production I.G                         | 押井守             |
| 2005年 (第78回) | スチームボーイ                                               | サンライズ                             | 大友克洋           |
| 2005年 (第78回) | ハウルの動く城 本選ノミネート                                | スタジオジブリ                         | 宮崎駿             |
| 2006年 (第79回) | パプリカ                                                     | マッドハウス                           | 今敏               |
| 2007年 (第80回) | 鉄コン筋クリート                                             | STUDIO 4℃                              | マイケル・アリアス |
| 2008年 (第81回) | ストレンヂア 無皇刃譚                                        | ボンズ                                 | 安藤真裕           |
| 2008年 (第81回) | スカイ・クロラ The Sky Crawlers                              | Production I.G、ポリゴン・ピクチュアズ | 押井守             |
| 2009年 (第82回) | 崖の上のポニョ                                               | スタジオジブリ                         | 宮崎駿             |

### ショートリスト（2010年代）
| 年              | 作品名                                                   | 制作会社                       | 監督                               |
| --------------- | -------------------------------------------------------- | ------------------------------ | ---------------------------------- |
| 2010年 (第83回) | サマーウォーズ                                           | マッドハウス                   | 細田守                             |
| 2011年 (第84回) | （日本作品なし）                                         | （日本作品なし）               | （日本作品なし）                   |
| 2012年 (第85回) | コクリコ坂から                                           | スタジオジブリ                 | 宮崎吾朗                           |
| 2012年 (第85回) | 神秘の法                                                 | 幸福の科学出版                 | 今掛勇                             |
| 2013年 (第86回) | ももへの手紙                                             | Production I.G                 | 沖浦啓之                           |
| 2013年 (第86回) | 劇場版 魔法少女まどか☆マギカ [新編] 叛逆の物語           | シャフト                       | 新房昭之、宮本幸裕                 |
| 2013年 (第86回) | 風立ちぬ 本選ノミネート                                  | スタジオジブリ                 | 宮崎駿                             |
| 2014年 (第87回) | かぐや姫の物語 本選ノミネート                            | スタジオジブリ                 | 高畑勲                             |
| 2014年 (第87回) | ジョバンニの島                                           | Production I.G                 | 西久保瑞穂                         |
| 2015年 (第88回) | 思い出のマーニー 本選ノミネート                          | スタジオジブリ                 | 米林宏昌                           |
| 2015年 (第88回) | バケモノの子                                             | スタジオ地図                   | 細田守                             |
| 2015年 (第88回) | UFO学園の秘密                                            | HS PICTURES STUDIO             | 今掛勇                             |
| 2016年 (第89回) | KINGSGLAIVE FINAL FANTASY XV                             | ヴィジュアルワークス           | 野末武志                           |
| 2016年 (第89回) | 百日紅 〜Miss HOKUSAI〜                                  | Production I.G                 | 原恵一                             |
| 2016年 (第89回) | レッドタートル ある島の物語 本選ノミネート               | スタジオジブリ、ワイルドバンチ | マイケル・デュドク・ドゥ・ヴィット |
| 2016年 (第89回) | 君の名は。                                               | コミックス・ウェーブ・フィルム | 新海誠                             |
| 2017年 (第90回) | この世界の片隅に                                         | MAPPA                          | 片渕須直                           |
| 2017年 (第90回) | メアリと魔女の花                                         | スタジオポノック               | 米林宏昌                           |
| 2017年 (第90回) | ひるね姫 〜知らないワタシの物語〜                        | シグナル・エムディ             | 神山健治                           |
| 2017年 (第90回) | 映画 聲の形                                              | 京都アニメーション             | 山田尚子                           |
| 2017年 (第90回) | 劇場版 ソードアート・オンライン -オーディナル・スケール- | A-1 Pictures                   | 伊藤智彦                           |

### 出品（2010年代）
| 年              | 作品名                                    | 制作会社                       | 監督                                  |
| --------------- | ----------------------------------------- | ------------------------------ | ------------------------------------- |
| 2018年 (第91回) | 打ち上げ花火、下から見るか? 横から見るか? | シャフト                       | 新房昭之、武内宣之                    |
| 2018年 (第91回) | 宇宙の法—黎明編—                          | HS PICTURES STUDIO             | 今掛勇                                |
| 2018年 (第91回) | リズと青い鳥                              | 京都アニメーション             | 山田尚子                              |
| 2018年 (第91回) | 夜明け告げるルーのうた                    | サイエンスSARU                 | 湯浅政明                              |
| 2018年 (第91回) | ムタフカズ -MUTAFUKAZ-                    | STUDIO 4℃                      | ギョーム・“RUN”・ルナール、西見祥示郎 |
| 2018年 (第91回) | さよならの朝に約束の花をかざろう          | P.A.WORKS                      | 岡田麿里                              |
| 2018年 (第91回) | 未来のミライ 本選ノミネート               | スタジオ地図                   | 細田守                                |
| 2018年 (第91回) | 夜は短し歩けよ乙女                        | サイエンスSARU                 | 湯浅政明                              |
| 2019年 (第92回) | 海獣の子供                                | STUDIO 4℃                      | 渡辺歩                                |
| 2019年 (第92回) | 若おかみは小学生!                         | DLE、マッドハウス              | 高坂希太郎                            |
| 2019年 (第92回) | プロメア                                  | TRIGGER                        | 今石洋之                              |
| 2019年 (第92回) | 天気の子                                  | コミックス・ウェーブ・フィルム | 新海誠                                |

### 出品（2020年代）
| 年              | 作品名                                  | 制作会社                                                     | 監督                 |
| --------------- | --------------------------------------- | ------------------------------------------------------------ | -------------------- |
| 2020年 (第93回) | 劇場版 鬼滅の刃 無限列車編              | ufotable                                                     | 外崎春雄             |
| 2020年 (第93回) | ルパン三世 THE FIRST                    | トムス・エンタテインメント、マーザ・アニメーションプラネット | 山崎貴               |
| 2020年 (第93回) | 音楽                                    | 岩井澤健治                                                   | 岩井澤健治           |
| 2020年 (第93回) | アーヤと魔女                            | スタジオジブリ                                               | 宮崎吾朗             |
| 2020年 (第93回) | きみと、波にのれたら                    | サイエンスSARU                                               | 湯浅政明             |
| 2020年 (第93回) | 泣きたい私は猫をかぶる                  | スタジオコロリド                                             | 佐藤順一、柴山智隆   |
| 2021年 (第94回) | 竜とそばかすの姫                        | スタジオ地図                                                 | 細田守               |
| 2021年 (第94回) | 漁港の肉子ちゃん                        | STUDIO 4℃                                                    | 渡辺歩               |
| 2021年 (第94回) | ジョゼと虎と魚たち                      | ボンズ                                                       | タムラコータロー     |
| 2021年 (第94回) | 宇宙の法-エローヒム編-                  | HS PICTURES STUDIO                                           | 今掛勇               |
| 2021年 (第94回) | 映画大好きポンポさん                    | CLAP                                                         | 平尾隆之             |
| 2021年 (第94回) | えんとつ町のプペル                      | STUDIO 4℃                                                    | 廣田裕介             |
| 2022年 (第95回) | 雨を告げる漂流団地                      | スタジオコロリド                                             | 石田祐康             |
| 2022年 (第95回) | グッバイ、ドン・グリーズ!               | マッドハウス                                                 | いしづかあつこ       |
| 2022年 (第95回) | 犬王                                    | サイエンスSARU                                               | 湯浅政明             |
| 2023年 (第96回) | BLUE GIANT                              | NUT                                                          | 立川譲               |
| 2023年 (第96回) | 君たちはどう生きるか 受賞               | スタジオジブリ                                               | 宮﨑駿               |
| 2023年 (第96回) | THE FIRST SLAM DUNK                     | 東映アニメーション、ダンデライオンアニメーションスタジオ     | 井上雄彦             |
| 2023年 (第96回) | かがみの孤城                            | A-1 Pictures                                                 | 原恵一               |
| 2023年 (第96回) | すずめの戸締まり                        | コミックス・ウェーブ・フィルム                               | 新海誠               |
| 2024年 (第97回) | きみの色                                | サイエンスSARU                                               | 山田尚子             |
| 2024年 (第97回) | 化け猫あんずちゃん                      | シンエイ動画、Miyu Productions                               | 久野遥子、山下敦弘   |
| 2024年 (第97回) | 屋根裏のラジャー                        | スタジオポノック                                             | 百瀬義行             |
| 2024年 (第97回) | ルックバック                            | スタジオドリアン                                             | 押山清高             |
| 2024年 (第97回) | ロード・オブ・ザ・リング/ローハンの戦い | ワーナー・ブラザース・アニメーション、SOLA ENTERTAINMENT     | 神山健治             |
| 2024年 (第97回) | Ultraman: Rising                        | ネットフリックス・アニメーション、円谷プロダクション         | シャノン・ティンドル |

なお、本賞設立以前にアカデミー外国語映画賞に日本のアニメーション作品が出品されたことがあるが、いずれもノミネートには至らなかった。第67回に出品された『平成狸合戦ぽんぽこ』（高畑勲）と、第70回に出品された『もののけ姫』（宮崎駿）である。第92回には本部門と重複する形で『天気の子』（新海誠）が出品されている。詳細はアカデミー外国語映画賞日本代表作品の一覧を参照。

## 記録

### 複数回受賞・ノミネート者
| 受賞回数 | 対象                     |
| -------- | ------------------------ |
| 3        | ピート・ドクター         |
| 2        | 宮崎駿                   |
| 2        | バイロン・ハワード       |
| 2        | ジョナス・リヴェラ       |
| 2        | クラーク・スペンサー     |
| 2        | アンドリュー・スタントン |
| 2        | リー・アンクリッチ       |
| 2        | ブラッド・バード         |

| ノミネート回数 | 対象                       |
| -------------- | -------------------------- |
| 4              | ピート・ドクター           |
| 4              | 宮崎駿                     |
| 4              | クリス・サンダース         |
| 3              | ブラッド・バード           |
| 3              | ロン・クレメンツ           |
| 3              | ディーン・デュボア         |
| 3              | バイロン・ハワード         |
| 3              | トラヴィス・ナイト         |
| 3              | フィル・ロード             |
| 3              | クリストファー・ミラー     |
| 3              | リッチ・ムーア             |
| 3              | トム・ムーア               |
| 3              | クラーク・スペンサー       |
| 3              | 鈴木敏夫                   |
| 3              | クリス・ウィリアムズ       |
| 2              | ウェス・アンダーソン       |
| 2              | ボニー・アーノルド         |
| 2              | クリス・バック             |
| 2              | ティム・バートン           |
| 2              | ニック・パーク             |
| 2              | クリス・バトラー           |
| 2              | シルヴァン・ショメ         |
| 2              | ドン・ホール               |
| 2              | ジョン・ラセター           |
| 2              | ジョン・マスカー           |
| 2              | 西村義明                   |
| 2              | ジョナス・リヴェラ         |
| 2              | オスナット・シューラー     |
| 2              | アンドリュー・スタントン   |
| 2              | アリアン・サットナー       |
| 2              | リー・アンクリッチ         |
| 2              | ピーター・デル・ヴェッチョ |
| 2              | ポール・ヤング             |

### 複数回受賞・ノミネートしたスタジオ
| 制作会社                                                   | 受賞回数 | ノミネート回数 | ノミネート作品 (太字は受賞作品) |
| ---------------------------------------------------------- | -------- | -------------- | --- |
| ピクサー・アニメーション・スタジオ                         | 11       | 19             | 『モンスターズ・インク』、『ファインディング・ニモ』、『Mr.インクレディブル』、『カーズ』、『レミーのおいしいレストラン』、『WALL-E/ウォーリー』、『カールじいさんの空飛ぶ家』、『トイ・ストーリー3』、『メリダとおそろしの森』、『インサイド・ヘッド』、『リメンバー・ミー』、『インクレディブル・ファミリー』、『トイ・ストーリー4』、『2分の1の魔法』、『ソウルフル・ワールド』、『あの夏のルカ』、『私ときどきレッサーパンダ』、『マイ・エレメント』、『インサイド・ヘッド2』 |
| ウォルト・ディズニー・アニメーション・スタジオ             | 4        | 13             | 『リロ・アンド・スティッチ』、『トレジャー・プラネット』、『ブラザー・ベア』、『ボルト』、『プリンセスと魔法のキス』、『シュガー・ラッシュ』、『アナと雪の女王』、『ベイマックス』、『ズートピア』、『モアナと伝説の海』、『シュガー・ラッシュ:オンライン』、『ラーヤと龍の王国』、『ミラベルと魔法だらけの家』 |
| ドリームワークス・アニメーション                           | 2        | 15             | 『シュレック』、『スピリット』、『シュレック2』、『シャーク・テイル』、『ウォレスとグルミット 野菜畑で大ピンチ!』、『カンフー・パンダ』、『ヒックとドラゴン』、『カンフー・パンダ2』、『長ぐつをはいたネコ』、『クルードさんちのはじめての冒険』、『ヒックとドラゴン2』、『ボス・ベイビー』、『ヒックとドラゴン 聖地への冒険』、『長ぐつをはいたネコと9つの命』、『野生の島のロズ』                                                                                               |
| スタジオジブリ                                             | 2        | 7              | 『千と千尋の神隠し』、『ハウルの動く城』、『風立ちぬ』、『かぐや姫の物語』、『思い出のマーニー』、『レッドタートル ある島の物語』、『君たちはどう生きるか』 |
| ネットフリックス・アニメーション                           | 1        | 5              | 『クロース』、『フェイフェイと月の冒険』、『ミッチェル家とマシンの反乱』、『ギレルモ・デル・トロのピノッキオ』、『ジェイコブと海の怪物』 |
| ソニー・ピクチャーズ・アニメーション                       | 1        | 5              | 『サーフズ・アップ』、『ザ・パイレーツ! バンド・オブ・ミスフィッツ』、『スパイダーマン:スパイダーバース』、『ミッチェル家とマシンの反乱』、『スパイダーマン:アクロス・ザ・スパイダーバース』 |
| アードマン・アニメーションズ                               | 1        | 5              | 『ウォレスとグルミット 野菜畑で大ピンチ!』、『ザ・パイレーツ! バンド・オブ・ミスフィッツ』、『映画 ひつじのショーン 〜バック・トゥ・ザ・ホーム〜』、『映画 ひつじのショーン UFOフィーバー!』、『ウォレスとグルミット 仕返しなんてコワくない』 |
| ニコロデオン・ムービーズ                                   | 1        | 2              | 『ジミー・ニュートロン 僕は天才発明家!』、『ランゴ』 |
| ヴィレッジ・ロードショー・ピクチャーズ、アニマル・ロジック | 1        | 1              | 『ハッピーフィート』 |
| ライカ                                                     | 0        | 6              | 『ティム・バートンのコープスブライド』、『コララインとボタンの魔女』、『パラノーマン ブライス・ホローの謎』、『ボックストロール』、『KUBO/クボ 二本の弦の秘密』、『ミッシング・リンク 英国紳士と秘密の相棒』 |
| カートゥーン・サルーン                                     | 0        | 4              | 『ブレンダンとケルズの秘密』、『ソング・オブ・ザ・シー 海のうた』、『生きのびるために』、『ウルフウォーカー』 |
| レ・ザルマトゥール                                         | 0        | 3              | 『ベルヴィル・ランデブー』、『ブレンダンとケルズの秘密』、『くまのアーネストおじさんとセレスティーヌ』 |
| ブルースカイ・スタジオ                                     | 0        | 2              | 『アイス・エイジ』、『フェルディナンド』 |
| ティム・バートン・プロダクションズ                         | 0        | 2              | 『ティム・バートンのコープスブライド』、『フランケンウィニー』 |
| アメリカン・エピリカル・ピクチャーズ                       | 0        | 2              | 『ファンタスティック Mr.FOX』、『犬ヶ島』 |

### その他
- 最高齢受賞記録は、宮崎駿監督の83歳と65日である[15]。
- 手描きアニメーションの受賞作品は『千と千尋の神隠し』と『君たちはどう生きるか』の2作品で、どちらもスタジオジブリの作品である。
- 非英語圏の受賞作品は、『千と千尋の神隠し』と『君たちはどう生きるか』、『Flow』の3作品である。また、『Flow』は初めてオスカーを受賞したラトビア映画である。
- 『Flow』はこの部門唯一のインディペンデント映画であり、台詞（ダイアローグ）を用いずに受賞した作品である。
- 『トイ・ストーリーシリーズ』が『3』と『4』で複数回受賞している唯一のフランチャイズ作品であり、『シュレックシリーズ』(第1作のみが受賞)は4作品とフランチャイズ作品で最多のノミネートを記録している。
- この部門にはこれまで11作品の大人向けアニメーションがノミネートされ、『ベルヴィル・ランデブー』、『ペルセポリス』、『風立ちぬ』、『ぼくの名前はズッキーニ』、『生きのびるために』、『ゴッホ 最期の手紙』、『犬ヶ島』、『FLEE フリー』がPG-13指定、『アノマリサ』がR指定、『チコとリタ』、『失くした体』はMPAAによる年齢制限なしでノミネートされている。
- 同じスタジオから複数のアニメ映画がノミネートされた年は以下の通りである。
  - 2002年 - ウォルト・ディズニー・アニメーション・スタジオ - 『リロ・アンド・スティッチ』、『トレジャー・プラネット』
  - 2004年 - ドリームワークス・アニメーション - 『シュレック2』、『シャーク・テイル』
  - 2011年 - ドリームワークス・アニメーション - 『カンフー・パンダ2』、『長ぐつをはいたネコ』
  - 2016年 - ウォルト・ディズニー・アニメーション・スタジオ - 『ズートピア』、『モアナと伝説の海』
  - 2020年 - ピクサー・アニメーション・スタジオ - 『2分の1の魔法』、『ソウルフル・ワールド』
  - 2021年 - ウォルト・ディズニー・アニメーション・スタジオ - 『ラーヤと龍の王国』、『ミラベルと魔法だらけの家』
  - 2022年 - ネットフリックス・アニメーション（英語版） - 『ギレルモ・デル・トロのピノッキオ』、『ジェイコブと海の怪物』
- 同じ年にこの部門以外でも受賞・ノミネートした作品は以下の通りである。なお、太字はその年に長編アニメ映画賞を受賞した作品である。
  - 『シュレック』 - 第74回 脚色賞ノミネート
  - 『モンスターズ・インク』 - 第74回 作曲賞、歌曲賞、音響編集賞ノミネート
  - 『ファインディング・ニモ』 - 第76回 脚本賞、作曲賞、音響編集賞ノミネート
  - 『ベルヴィル・ランデブー』 - 第76回 歌曲賞ノミネート
  - 『Mr.インクレディブル』 - 第77回 音響編集賞受賞、脚本賞、録音賞ノミネート
  - 『シュレック2』 - 第77回 歌曲賞ノミネート
  - 『カーズ』 - 第79回 歌曲賞ノミネート
  - 『レミーのおいしいレストラン』 - 第80回 脚本賞、作曲賞、録音賞、音響編集賞ノミネート
  - 『WALL-E/ウォーリー』 - 第81回 脚本賞、作曲賞、歌曲賞、録音賞、音響編集賞ノミネート
  - 『カールじいさんの空飛ぶ家』 - 第82回 作曲賞受賞、作品賞、脚本賞、音響編集賞ノミネート
  - 『ファンタスティック Mr.FOX』 - 第82回 作曲賞ノミネート
  - 『プリンセスと魔法のキス』 - 第82回 歌曲賞ノミネート
  - 『トイ・ストーリー3』 - 第83回 歌曲賞受賞、作品賞、脚色賞、音響編集賞ノミネート
  - 『ヒックとドラゴン』 - 第83回 作曲賞ノミネート
  - 『アナと雪の女王』 - 第86回 歌曲賞受賞
  - 『怪盗グルーのミニオン危機一発』 - 第86回 歌曲賞ノミネート
  - 『インサイド・ヘッド』 - 第88回 脚本賞ノミネート
  - 『モアナと伝説の海』 - 第89回 歌曲賞ノミネート
  - 『KUBO/クボ 二本の弦の秘密』 - 第89回 視覚効果賞ノミネート
  - 『リメンバー・ミー』 - 第90回 歌曲賞受賞
  - 『トイ・ストーリー4』 - 第92回 歌曲賞ノミネート
  - 『ソウルフル・ワールド』 - 第93回 作曲賞受賞、音響賞ノミネート
  - 『ミラベルと魔法だらけの家』 - 第94回 作曲賞、歌曲賞ノミネート
  - 『FLEE フリー』 - 第94回 国際長編映画賞、長編ドキュメンタリー映画賞ノミネート
  - 『Flow』 - 第97回 国際長編映画賞ノミネート
- アメリカ以外のスタジオがこの部門で受賞したのはスタジオジブリ(日本・『千と千尋の神隠し』『君たちはどう生きるか』)とアードマン・アニメーションズ(イギリス・『ウォレスとグルミット 野菜畑で大ピンチ!』)、Dream Well Studio、Sacrebleu Productions、Take Five（ラトビア・『Flow』）のみである。
- アメリカ以外の個人がこの部門で受賞したのは宮崎駿(日本・『千と千尋の神隠し』『君たちはどう生きるか』)、ニック・パークとスティーヴ・ボックス（英語版）(イギリス・『ウォレスとグルミット 野菜畑で大ピンチ!』)、ジョージ・ミラー(『ハッピー フィート』)、イヴェット・メリノ（英語版）(メキシコ・『ミラベルと魔法だらけの家』)、鈴木敏夫（日本・『君たちはどう生きるか』）、ギンツ・ジルバロディス（英語版）, マティース・カージャ, ロン・ディエンス, & グレゴリー・ザルクマン（ラトビア・『Flow』）である。
- 女性初の受賞者はブレンダ・チャップマン(『メリダとおそろしの森』)、アフリカ系アメリカ人初の受賞者はピーター・ラムジー(『スパイダーマン:スパイダーバース』)である。